# Колетти, Дадо
Дадо Колетти  (итал. Dado Coletti, род. 27 августа 1974) — итальянский актёр театра и кино, телеведущий.
Обучался актёрскому мастерству в школе итальянского киноактера Энцо Гаринея, дебютировал в римском театре Teatro Sistina. Продолжал своё образование, посещая курсы пантомимы и озвучивания.

## Карьера
Работал в детских телевизионных программах, с 1991 по 1994 год работал в телешоу Disney Club. До 1999 года работал в этом шоу вместе с телеведущей Франческой Барберини. В этом же году Дадо Колетти работал на Rai 1 в телевизионной программе Big!.
В 1995 году впервые снимался в кино, в 1999 году — на телевидении в фильме «Morte di una ragazza perbene» (режиссёр Луиджи Перелли).
В настоящее время Дадо Колетти является радиоведущим на Rai Isoradio.

## Фильмография

### Кино
- I laureati (1995)
- South Kensington (2001)
- My Life with Stars and Stripes (2003)

### Телевидение
- Morte di una ragazza perbene (1999)
- Buongiorno, mamma!(2021)